# António de Paiva e Pona
António de Paiva e Pona (Bragança, 10 de outubro de 1665 — Bragança, 27 de novembro de 1739) foi um magistrado e jurisconsulto português.

## Biografia
Antes de completar 18 anos matriculou-se na Universidade de Coimbra, tendo terminado a licenciatura em Cânones em 15 de Maio de 1689.
Logo após a conclusão da licenciatura começou a advogar no Auditório Geral da cidade de Bragança (Portugal).
Pouco depois, em 1690, foi nomeado Procurador do Fisco Real da Cidade de Bragança.
Seguiram-se as nomeações para Juiz de Fora e dos Órfãos de Freixo de Espada à Cinta, Juiz de Fora e dos Órfãos do Outeiro, Juiz de Fora de Algoso e, por fim, Juiz de Fora da cidade de Miranda.
Em 1707 voltou a exercer funções na cidade de Bragança, pois foi nomeado Superintendente dos Descaminhos do Tabaco de Trás-os-Montes, função que acumulou com o cargo de Vereador e com o de Procurador do Fisco Real (cargo que já possuía).
Em 20 de Janeiro de 1713, António de Paiva e Pona foi nomeado, por 3 anos, Provedor das Obras, Órfãos, Capelas, Hospitais, Confrarias e Albergarias e Contador das Terras e Resíduos da Comarca de Miranda. No exercício deste cargo, segundo a justificação da concessão do hábito de Cristo a seu filho José, mostrou ser "desprezador de interesses, inteiro na administração da justiça e despachador zeloso na arrecadação da Fazenda Real e reputado por um dos melhores ministros que houve naquela comarca" .
Em 1718 iniciou funções como Provedor na Comarca de Évora, funções que manteve até, pelo menos, 1729.
Na década de 20 do século XVIII foi designado, pois assim é mencionado em vários documentos oficiais, por “Desembargador”, “Desembargador do Reino” e do “Desembargo de Sua Majestade” . Francisco Manuel Alves, Reitor de Baçal (Abade de Baçal) diz mesmo ter sido Desembargador do Paço. Porém, não se encontra a sua nomeação para esse lugar, pelo que tal designação terá sido usada a título honorífico e sem lugar efectivo.
Durante os sucessivos cargos que ocupou adquiriu grande conhecimento em matéria de sucessões e partilhas e em especial de direitos dos órfãos, o que ficou vertido no seu tratado orfanológico denominado “Orphanologia Practica, em que se descreve tudo o que respeyta aos inventários, partilhas e mais dependências dos pupilos”,trabalho que depressa se tornou na obra portuguesa de referência em matéria de partilha de bens.
Pascoal José de Melo Freire dos Reis, na Historia Juris Civilis Lusitani (1815), menciona António de Paiva e Pona entre os legistas pragmáticos e, a propósito, refere que quanto mais os nossos escritores formados em direito se desviam do século XVI e da época de D. Manuel, D. João III e D. Sebastião, chegando-se mais para a actualidade, em menos consideração devem ser tidos. Segundo Manuel Pinheiro Chagas, no seu Dicionário Popular, a Orphanologia Practica é considerada clássica na linguagem.
Esta obra, a Orphanologia Practica, embora do século XVIII, parece ser ainda hoje de grande utilidade, pois é citada num Acórdão do Tribunal de Justiça do Estado do Rio de Janeiro, datado de 1997 (Relatório do Desembargador Albano Mattos Corrêa no Agravo de Instrumento nº 414/97 da Sexta Câmara Cível).
António de Paiva e Pona foi Senhor do Morgado de Santo António de Ousilhão, Vinhais (Portugal).

## Obras
- Orphanologia practica em que se descreve tudo o que respeyta aos inventarios, partilhas, e mais dependências dos pupillos... / António de Payva e Pona. Lisboa : Joseph Lopes Ferreyra, 1713;
- Addicçoens à Orphanologia Pratica, Obra Posthuma, que deixou composta na lingua Latina o Dezembargador Antonio De Payva, E Pona, Traduzida Por José De Barros Payva, E Moraes Pona, Cavalleyro Professo na Ordem de Christo, e Monteyro Mór da Comarca de Villa Real, Fillho do Author;